# Усенко, Евгений Иванович
Евгений Иванович Усенко (1915—1989) — советский офицер, танкист в годы Великой Отечественной войны, Герой Советского Союза. Полковник.
Командир роты 27-го гвардейского отдельного танкового полка Ленинградского фронта гвардии старший лейтенант Е. И. Усенко отличился в январе 1944 года во время наступления на Карельском перешейке. Умело организовав танковую засаду, его рота уничтожила в одном бою 15 немецких танков и 5 САУ.

## Биография
Родился 28 февраля 1915 года в селе Пески ныне Лохвицкого района Полтавской области в семье крестьянина. Украинец. Выпускник Лохвицкого механического техникума, работал механиком мастерских сахарозавода.
В 1936 году призван в РККА. В 1940 году окончил Киевское танково-техническое училище.
Участник Великой Отечественной войны с июня 1941 года. Воевал на Ленинградском фронте.
Командир танкового взвода 81-го танкового полка 41-й танковой дивизии младший лейтенант Е. И. Усенко отличился в первых боях на границе. Его танковый взвод из 9 танков Т-26 расстрелял из засады колонну из 40 немецких бронемашин. В результате этого боя танкистами взвода Усенко были подбиты шесть немецких танков и три бронемашины.
Зимой 1944 года рота Усенко вместе с другими танковыми подразделениями принимала участие в боях на дальних подступах к Ленинграду — штурмовала узлы сопротивления немецких войск в Дудергофе, Красном Селе, Волосове.
В январе 1944 года во время наступления на Карельском перешейке командиру роты 27-го гвардейского отдельного танкового полка Ленинградского фронта гвардии старшему лейтенанту Усенко была поставлена задача: во что бы то ни стало не пропустить танки противника в тыл советским войскам. Командованию стало известно, что немецкие танкисты предприняли обходный манёвр с целью перерезать шоссе и затем с тыла атаковать советские войска, уже ушедшие вперёд.
Усенко тщательно замаскировал свои танки в лесу в районе высоты Безымянная и стал ждать. Как только танковая колонна противника, двигавшаяся по шоссейной дороге, подошла на близкое расстояние, прозвучала команда: «Огонь!» Первым выстрелом был подбит головной танк противника. Следующий стал обходить его, но был тоже остановлен — снаряд разворотил ему боковую броню. Потеряв девять танков, немецкие танкисты не отказались от своего замысла, так как всё ещё обладали численным превосходством в данном районе. Противник также подтянул тяжёлую артиллерию и начал обстрел позиций советских танкистов. Однако танков Усенко в лесу уже не было. Всего его рота из засады уничтожила 15 немецких танков и 5 САУ.
В одном из боёв с немецкими танками на танке командира вышла из строя рация. Для того чтобы руководить действиями роты, он был вынужден с риском для жизни перебраться в другой танк. В результате, немцам не удалось сломить упорство советских танкистов, и бой закончился их победой: рота Усенко подбила пять немецких самоходных орудий, а оставшиеся три отошли на исходные позиции.
Указом Президиума Верховного Совета СССР от 21 июля 1944 года «за мужество и героизм, проявленные в наступательных боях на Карельском перешейке» гвардии старшему лейтенанту Евгению Ивановичу Усенко присвоено звание Героя Советского Союза с вручением ордена Ленина и медали «Золотая Звезда» (№ 4113).
Вновь приём танковой засады довелось использовать Е. И. Усенко при освобождении Прибалтики. Советскими разведчиками была вовремя обнаружена группа немецких танков, которые намеревались ударить по наступавшим подразделениям РККА с фланга. Задача по уничтожению танков противника была возложена на Усенко. Как на Карельском перешейке, он расположил свои боевые машины в засаде, и когда немецкие танки подошли, их расстреляли в упор. Только две немецкие машины смогли уйти к своим.
В танковом полку гвардии старшего лейтенанта Е. И. Усенко называли «мастером по засадам».
После войны, в 1946 году Е. И. Усенко окончил Высшую офицерскую бронетанковую школу. Член ВКП(б)/КПСС с 1948 года. С 1957 года полковник Е. И. Усенко — в запасе. Работал главным механиком областного управления промышленности продовольственных товаров, председателем областного совета ОСВОД УССР в Житомире.
Умер 5 сентября 1989 года. Похоронен в Житомире.

## Награды и звания
- Герой Советского Союза (21 июля 1944);
- орден Ленина (21 июля 1944);
- орден Отечественной войны I степени (11 марта 1985);
- орден Красной Звезды (13 июня 1952);
- медали, в том числе:
  - медаль «За боевые заслуги» (6 ноября 1947)[2].